# 建国门 (北京)

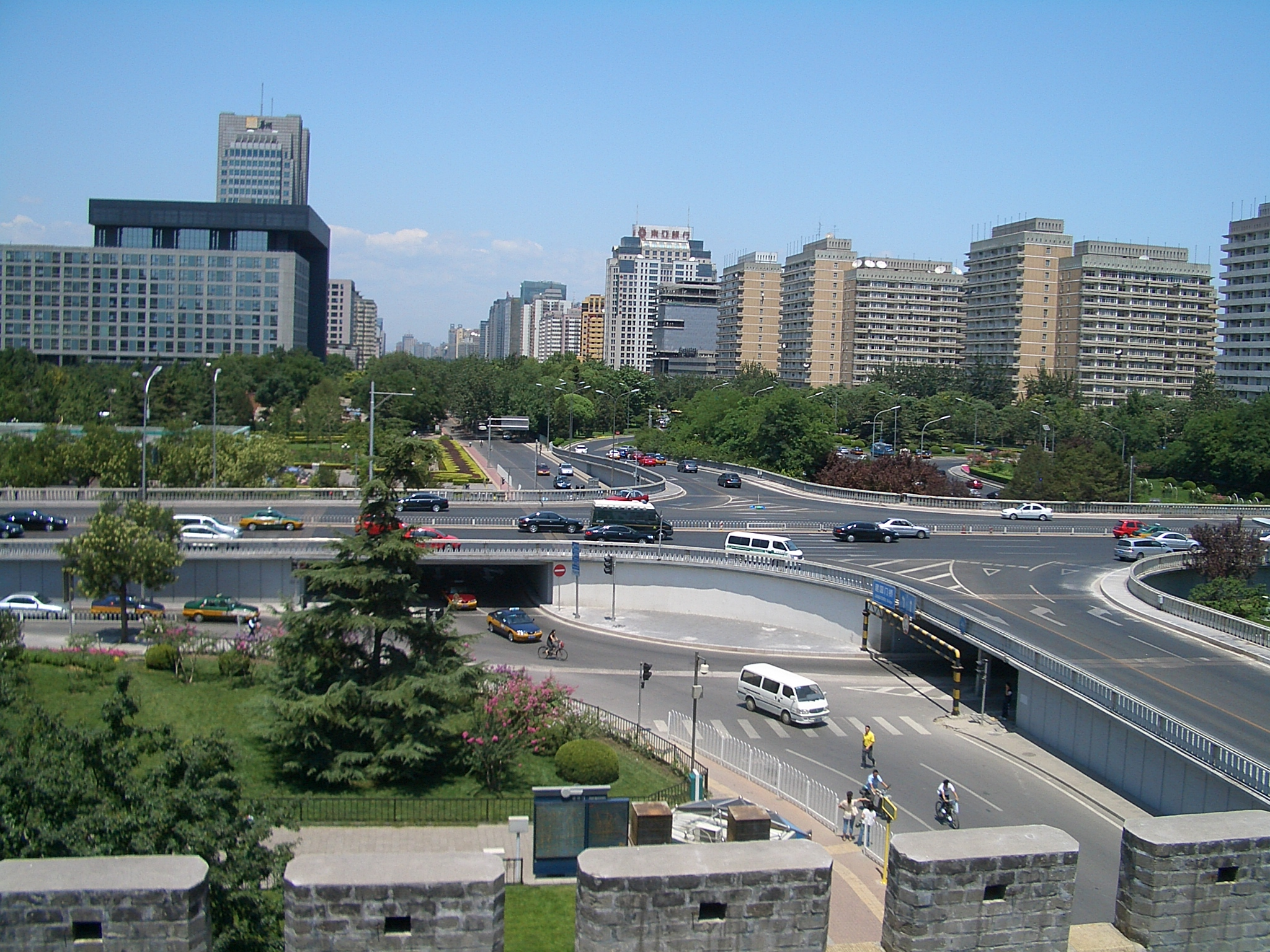
从北京古观象台上俯瞰建国门桥。图中左侧远处绿地为建国门绿化广场，右侧楼群为建国门外外交公寓

建国门是中華人民共和國北京内城的一个开于1939年的城门，同复兴门一样都不属于北京城内九外七老城门，而是新辟城门。

## 历史

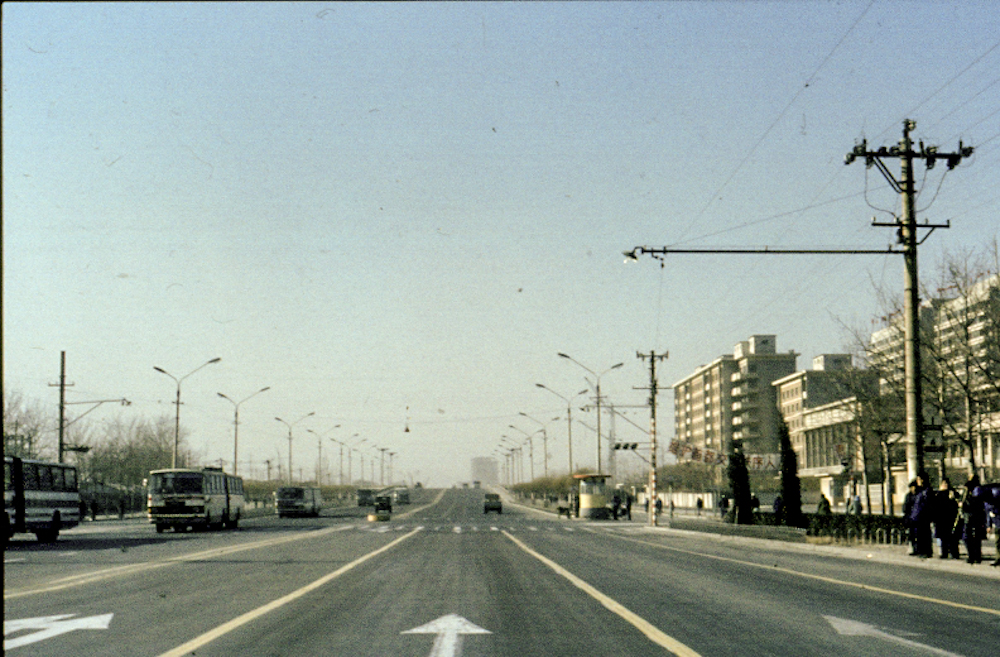
1983年在建国门外大街自东向西拍摄的建国门桥

日本发动侵华战争占领北平后，为了东西方向运输便利，于1939年将观音寺胡同附近的北京内城东城墙拆出一个豁口，未修建城门，称“启明门”。抗日战争胜利后，国民政府接管北平，1945年11月改启明门为建国门，但仍未建正规的城门。1969年，在兴建北京地铁1号线时，建国门被拆毁。1977年，在原建国门处建立交桥建国门桥。
1994年，發生建國門槍擊事件，死亡最少24人（包括犯人本人）。事件发生当天，新华社即发出了一条百余字的新闻，该新闻当晚刊登于《北京晚报》上。
建国门是北京二环路东段的重要枢纽，建国门外地区有众多的大使馆、涉外机构。改革开放以后，位于雅宝路地区的秀水街慢慢形成了以服务国外游客为主的专业市场。

## 交通
- 北京地铁设有建国门站，为北京地铁1号线和2号线的换乘车站。